# Vînomînivka, Ciutove
Vînomînivka (în ucraineană Виноминівка) este un sat în comuna Voinivka din raionul Ciutove, regiunea Poltava, Ucraina.

## Demografie
Componența lingvistică a localității Vînomînivka
     Ucraineană (92,31%)
     Rusă (7,69%)
Conform recensământului din 2001, majoritatea populației localității Vînomînivka era vorbitoare de ucraineană (92,31%), existând în minoritate și vorbitori de rusă (7,69%).